# Сатрић
Сатрић је насељено место у саставу општине Хрваце, Сплитско-далматинска жупанија, Република Хрватска.

## Историја
До територијалне реорганизације у Хрватској налазио се у саставу старе општине Сињ. Сатрић се од распада Југославије до јануара 1993. налазио у саставу Републике Српске Крајине.

## Становништво
На попису становништва 2011. године, Сатрић је имао 456 становника.
| Број становника по пописима | Број становника по пописима | Број становника по пописима | Број становника по пописима | Број становника по пописима | Број становника по пописима | Број становника по пописима | Број становника по пописима | Број становника по пописима | Број становника по пописима | Број становника по пописима | Број становника по пописима | Број становника по пописима | Број становника по пописима | Број становника по пописима | Број становника по пописима |
| --------------------------- | --------------------------- | --------------------------- | --------------------------- | --------------------------- | --------------------------- | --------------------------- | --------------------------- | --------------------------- | --------------------------- | --------------------------- | --------------------------- | --------------------------- | --------------------------- | --------------------------- | --------------------------- |
| 1857                        | 1869                        | 1880                        | 1890                        | 1900                        | 1910                        | 1921                        | 1931                        | 1948                        | 1953                        | 1961                        | 1971                        | 1981                        | 1991                        | 2001                        | 2011                        |
| 411                         | 787                         | 631                         | 507                         | 537                         | 594                         | 462                         | 667                         | 840                         | 841                         | 696                         | 771                         | 569                         | 622                         | 513                         | 456                         |

Напомена: У 1869. садржи податке за насеље Зелово (град Сињ). У 1910. и 1948. садржи и податке за бивше насеље Сатрић Горњи.

### Попис 1991.
На попису становништва 1991. године, насељено место Сатрић је имало 622 становника, следећег националног састава:
| Попис 1991.‍ | Попис 1991.‍ | Попис 1991.‍ | Попис 1991.‍ | Попис 1991.‍ |
| ----------- | ----------- | ----------- | ----------- | ----------- |
|             |             |             |             |             |
| Хрвати      | Хрвати      |             | 614         | 98,71%      |
| Југословени | Југословени |             | 3           | 0,48%       |
| непознато   | непознато   |             | 5           | 0,80%       |
| укупно: 622 |             |             |             |             |